# Titolo di città in Bulgaria
In Bulgaria vengono considerate città tutti quei centri abitati che presentano infrastrutture, centri culturali e sanitari di un certo livello. È possibile che un comune sia composto da più di una località che ha il titolo di città.
La città più sviluppata e con il maggior numero di abitanti è Sofia che, dopo alcuni anni di decremento demografico, ha cominciato a ricrescere, in particolare a causa della popolazione rurale che tende ad abbandonare le campagne per cercare migliori condizioni di vita nelle città.

## L'elenco delle città
| #   | Stemma | Città             | Distretto (Oblast)          | Popolazione censimento 1991 | Popolazione censimento 2001 | Popolazione stima 2008 |
| --- | ------ | ----------------- | --------------------------- | --------------------------- | --------------------------- | ---------------------- |
| 1   |        | Sofia             | Città di Sofia              | 1.114.925                   | 1.196.389                   | 1.270.043              |
| 2   |        | Plovdiv           | Distretto di Plovdiv        | 341.058                     | 340.638                     | 377.734                |
| 3   |        | Varna             | Distretto di Varna          | 308.432                     | 314.539                     | 352.579                |
| 4   |        | Burgas            | Distretto di Burgas         | 195.686                     | 210.316                     | 214.198                |
| 5   |        | Ruse              | Distretto di Ruse           | 170.038                     | 162.128                     | 167.870                |
| 6   |        | Stara Zagora      | Distretto di Stara Zagora   | 152.518                     | 143.989                     | 152.572                |
| 7   |        | Pleven            | Distretto di Pleven         | 130.812                     | 122.149                     | 122.199                |
| 8   |        | Sliven            | Distretto di Sliven         | 106.212                     | 100.695                     | 103.605                |
| 9   |        | Dobrič            | Distretto di Dobrič         | 104.494                     | 100.379                     | 103.004                |
| 10  |        | Šumen             | Distretto di Šumen          | 93.390                      | 89.054                      | 94.840                 |
| 11  |        | Pernik            | Distretto di Pernik         | 90.549                      | 86.133                      | 84.479                 |
| 12  |        | Jambol            | Distretto di Jambol         | 91.497                      | 82.924                      | 83.410                 |
| 13  |        | Haskovo           | Distretto di Haskovo        | 80.700                      | 80.870                      | 80.939                 |
| 14  |        | Pazardžik         | Distretto di Pazardžik      | 82.578                      | 79.452                      | 79.528                 |
| 15  |        | Vraca             | Distretto di Vraca          | 75.518                      | 69.923                      | 77.318                 |
| 16  |        | Blagoevgrad       | Distretto di Blagoevgrad    | 71.476                      | 71.361                      | 77.216                 |
| 17  |        | Veliko Tărnovo    | Distretto di Veliko Tărnovo | 72.111                      | 66.998                      | 72.111                 |
| 18  |        | Gabrovo           | Distretto di Gabrovo        | 76.522                      | 67.350                      | 65.947                 |
| 19  |        | Vidin             | Distretto di Vidin          | 62.691                      | 57.614                      | 57.072                 |
| 20  |        | Asenovgrad        | Distretto di Plovdiv        | 52.360                      | 52.116                      | 55.323                 |
| 21  |        | Kazanlăk          | Distretto di Stara Zagora   | 60.095                      | 54.021                      | 54.521                 |
| 22  |        | Kjustendil        | Distretto di Kjustendil     | 54.431                      | 50.243                      | 51.196                 |
| 23  |        | Kărdžali          | Distretto di Kărdžali       | 45.793                      | 45.729                      | 50.951                 |
| 24  |        | Montana           | Distretto di Montana        | 52.476                      | 49.368                      | 48.632                 |
| 25  |        | Dimitrovgrad      | Distretto di Haskovo        | 50.977                      | 45.918                      | 47.992                 |
| 26  |        | Silistra          | Distretto di Silistra       | 48.360                      | 48.360                      | 47.753                 |
| 27  |        | Loveč             | Distretto di Loveč          | 48.242                      | 44.262                      | 47.264                 |
| 28  |        | Tărgovište        | Distretto di Tărgovište     | 43.016                      | 40.775                      | 47.064                 |
| 29  |        | Razgrad           | Distretto di Razgrad        | 40.933                      | 39.036                      | 45.057                 |
| 30  |        | Dupnica           | Distretto di Kjustendil     | 41.398                      | 38.323                      | 42.876                 |
| 31  |        | Gorna Orjahovica  | Distretto di Veliko Tărnovo | 38.914                      | 35.621                      | 38.620                 |
| 32  |        | Petrič            | Distretto di Blagoevgrad    | 27.659                      | 29.785                      | 36.665                 |
| 33  |        | Smoljan           | Distretto di Smoljan        | 34.086                      | 33.153                      | 33.763                 |
| 34  |        | Sandanski         | Distretto di Blagoevgrad    | 26.096                      | 26.695                      | 30.782                 |
| 35  |        | Samokov           | Distretto di Sofia          | 28.608                      | 27.664                      | 30.140                 |
| 36  |        | Lom               | Distretto di Montana        | 31.133                      | 27.897                      | 28.640                 |
| 37  |        | Karlovo           | Distretto di Plovdiv        | 27.291                      | 25.715                      | 27.908                 |
| 38  |        | Nova Zagora       | Distretto di Sliven         | 26.260                      | 25.453                      | 27.870                 |
| 39  |        | Sevlievo          | Distretto di Gabrovo        | 25.494                      | -                           | 27.341                 |
| 40  |        | Svištov           | Distretto di Veliko Tărnovo | 30.404                      | 30.591                      | 27.275                 |
| 41  |        | Velingrad         | Distretto di Pazardžik      | 25.634                      | 25.009                      | 26.853                 |
| 42  |        | Trojan            | Distretto di Loveč          | -                           | 25.104                      | 25.986                 |
| 43  |        | Aytos             | Distretto di Burgas         | -                           | -                           | 24.858                 |
| 44  |        | Botevgrad         | Distretto di Sofia          | -                           | -                           | 23.742                 |
| 45  |        | Harmanli          | Distretto di Haskovo        | -                           | -                           | 22.425                 |
| 46  |        | Goce Delčev       | Distretto di Blagoevgrad    | -                           | -                           | 22.264                 |
| 47  |        | Karnobat          | Distretto di Burgas         | -                           | -                           | 21.878                 |
| 48  |        | Peštera           | Distretto di Pazardžik      | -                           | -                           | 21.835                 |
| 49  |        | Panagjurište      | Distretto di Pazardžik      | -                           | -                           | 20.303                 |
| 50  |        | Svilengrad        | Distretto di Haskovo        | -                           | -                           | 19.762                 |
| 51  |        | Popovo            | Distretto di Tărgovište     | -                           | -                           | 19.586                 |
| 52  |        | Čirpan            | Distretto di Stara Zagora   | -                           | -                           | 19.245                 |
| 53  |        | Momčilgrad        | Distretto di Kărdžali       | -                           | -                           | 17.430                 |
| 54  |        | Rakovski          | Distretto di Plovdiv        | -                           | -                           | 17.063                 |
| 55  |        | Červen Brjag      | Distretto di Pleven         | -                           | -                           | 16.855                 |
| 56  |        | Părvomaj          | Distretto di Plovdiv        | -                           | -                           | 16.630                 |
| 57  |        | Berkovica         | Distretto di Montana        | -                           | -                           | 16.402                 |
| 58  |        | Provadija         | Distretto di Varna          | -                           | -                           | 16.366                 |
| 59  |        | Radomir           | Distretto di Pernik         | -                           | -                           | 16.304                 |
| 60  |        | Novi Pazar        | Distretto di Šumen          | -                           | -                           | 16.128                 |
| 61  |        | Radnevo           | Distretto di Stara Zagora   | -                           | -                           | 15.007                 |
| 62  |        | Pomorie           | Distretto di Burgas         | -                           | -                           | 14.636                 |
| 63  |        | Bjala Slatina     | Distretto di Vraca          | -                           | -                           | 14.610                 |
| 64  |        | Ihtiman           | Distretto di Sofia          | -                           | -                           | 14.565                 |
| 65  |        | Balčik            | Distretto di Dobrič         | -                           | -                           | 13.800                 |
| 66  |        | Kozloduj          | Distretto di Vraca          | -                           | -                           | 13.656                 |
| 67  |        | Razlog            | Distretto di Blagoevgrad    | -                           | -                           | 13.421                 |
| 68  |        | Pavlikeni         | Distretto di Veliko Tărnovo | -                           | -                           | 13.414                 |
| 69  |        | Mezdra            | Distretto di Vraca          | -                           | -                           | 13.340                 |
| 70  |        | Stambolijski      | Distretto di Plovdiv        | -                           | -                           | 13.032                 |
| 71  |        | Kavarna           | Distretto di Dobrič         | -                           | -                           | 12.856                 |
| 72  |        | Levski            | Distretto di Pleven         | -                           | -                           | 12.655                 |
| 73  |        | Elhovo            | Distretto di Jambol         | -                           | -                           | 12.530                 |
| 74  |        | Kneža             | Distretto di Pleven         | -                           | -                           | 12.370                 |
| 75  |        | Isperih           | Distretto di Razgrad        | -                           | -                           | 12.329                 |
| 76  |        | Etropole          | Distretto di Sofia          | -                           | -                           | 12.074                 |
| 77  |        | Teteven           | Distretto di Loveč          | -                           | -                           | 11.875                 |
| 78  |        | Kostinbrod        | Distretto di Sofia          | -                           | -                           | 11.546                 |
| 79  |        | Trjavna           | Distretto di Gabrovo        | -                           | -                           | 11.225                 |
| 80  |        | Tutrakan          | Distretto di Silistra       | -                           | -                           | 11.196                 |
| 81  |        | Omurtag           | Distretto di Tărgovište     | -                           | -                           | 10.992                 |
| 82  |        | Kubrat            | Distretto di Razgrad        | -                           | -                           | 10.991                 |
| 83  |        | Nesebăr           | Distretto di Burgas         | -                           | -                           | 10.793                 |
| 84  |        | Lukovit           | Distretto di Loveč          | -                           | -                           | 10.784                 |
| 85  |        | Bjala             | Distretto di Ruse           | -                           | -                           | 10.518                 |
| 86  |        | Sopot             | Distretto di Plovdiv        | -                           | -                           | 10.373                 |
| 87  |        | Preslav           | Distretto di Šumen          | -                           | -                           | 9.869                  |
| 88  |        | Sredec            | Distretto di Burgas         | -                           | -                           | 9.711                  |
| 89  |        | Ljaskovec         | Distretto di Veliko Tărnovo | -                           | -                           | 9.558                  |
| 90  |        | Kričim            | Distretto di Plovdiv        | -                           | -                           | 9.511                  |
| 91  |        | Belene            | Distretto di Pleven         | -                           | -                           | 9.464                  |
| 92  |        | Septemvri         | Distretto di Pazardžik      | -                           | -                           | 9.262                  |
| 93  |        | Bansko            | Distretto di Blagoevgrad    | -                           | -                           | 9.185                  |
| 94  |        | Gălăbovo          | Distretto di Stara Zagora   | -                           | -                           | 9.060                  |
| 95  |        | Devnja            | Distretto di Varna          | -                           | -                           | 8.992                  |
| 96  |        | Ardino            | Distretto di Kărdžali       | -                           | -                           | 8.976                  |
| 97  |        | Rakitovo          | Distretto di Pazardžik      | -                           | -                           | 8.935                  |
| 98  |        | Drjanovo          | Distretto di Gabrovo        | -                           | -                           | 8.911                  |
| 99  |        | Dulovo            | Distretto di Silistra       | -                           | -                           | 8.804                  |
| 100 |        | Krumovgrad        | Distretto di Kărdžali       | -                           | -                           | 8.772                  |
| 101 |        | Svoge             | Distretto di Sofia          | -                           | -                           | 8.753                  |
| 102 |        | Hisarija          | Distretto di Plovdiv        | -                           | -                           | 8.563                  |
| 103 |        | Beloslav          | Distretto di Varna          | -                           | -                           | 8.517                  |
| 104 |        | Zlatograd         | Distretto di Smoljan        | -                           | -                           | 8.380                  |
| 105 |        | Pirdop            | Distretto di Sofia          | -                           | -                           | 8.372                  |
| 106 |        | Ljubimec          | Distretto di Haskovo        | -                           | -                           | 8.357                  |
| 107 |        | General Toševo    | Distretto di Dobrič         | -                           | -                           | 8.137                  |
| 108 |        | Tervel            | Distretto di Dobrič         | -                           | -                           | 8.059                  |
| 109 |        | Simeonovgrad      | Distretto di Haskovo        | -                           | -                           | 7.876                  |
| 110 |        | Slivnica          | Distretto di Sofia          | -                           | -                           | 7.805                  |
| 111 |        | Kostenec          | Distretto di Sofia          | -                           | -                           | 7.800                  |
| 112 |        | Aksakovo          | Distretto di Varna          | -                           | -                           | 7.626                  |
| 113 |        | Devin             | Distretto di Smoljan        | -                           | -                           | 7.593                  |
| 114 |        | Simitli           | Distretto di Blagoevgrad    | -                           | -                           | 7.567                  |
| 115 |        | Dolni Čiflik      | Distretto di Varna          | -                           | -                           | 7.489                  |
| 116 |        | Džebel            | Distretto di Kărdžali       | -                           | -                           | 7.397                  |
| 117 |        | Elin Pelin        | Distretto di Sofia          | -                           | -                           | 7.310                  |
| 118 |        | Văršec            | Distretto di Montana        | -                           | -                           | 7.194                  |
| 119 |        | Kuklen            | Distretto di Plovdiv        | -                           | -                           | 6.982                  |
| 120 |        | Kotel             | Distretto di Sliven         | -                           | -                           | 6.935                  |
| 121 |        | Tvărdica          | Distretto di Sliven         | -                           | -                           | 6.775                  |
| 122 |        | Straldža          | Distretto di Jambol         | -                           | -                           | 6.709                  |
| 123 |        | Bobov dol         | Distretto di Kjustendil     | -                           | -                           | 6.700                  |
| 124 |        | Madan             | Distretto di Smoljan        | -                           | -                           | 6.653                  |
| 125 |        | Topolovgrad       | Distretto di Haskovo        | -                           | -                           | 6.585                  |
| 126 |        | Elena             | Distretto di Veliko Tărnovo | -                           | -                           | 6.518                  |
| 127 |        | Belogradčik       | Distretto di Vidin          | -                           | -                           | 6.438                  |
| 128 |        | Orjahovo          | Distretto di Vraca          | -                           | -                           | 6.389                  |
| 129 |        | Carevo            | Distretto di Burgas         | -                           | -                           | 6.334                  |
| 130 |        | Jakoruda          | Distretto di Blagoevgrad    | -                           | -                           | 6.202                  |
| 131 |        | Săedinenie        | Distretto di Plovdiv        | -                           | -                           | 6.063                  |
| 132 |        | Vetovo            | Distretto di Ruse           | -                           | -                           | 5.866                  |
| 133 |        | Stražica          | Distretto di Veliko Tărnovo | -                           | -                           | 5.749                  |
| 134 |        | Kameno            | Distretto di Burgas         | -                           | -                           | 5.700                  |
| 135 |        | Čepelare          | Distretto di Smoljan        | -                           | -                           | 5.584                  |
| 136 |        | Zlatica           | Distretto di Sofia          | -                           | -                           | 5.537                  |
| 137 |        | Polski Trămbeš    | Distretto di Veliko Tărnovo | -                           | -                           | 5.530                  |
| 138 |        | Dălgopol          | Distretto di Varna          | -                           | -                           | 5.468                  |
| 139 |        | Peruštica         | Distretto di Plovdiv        | -                           | -                           | 5.429                  |
| 140 |        | Suvorovo          | Distretto di Varna          | -                           | -                           | 5.209                  |
| 141 |        | Kojnare           | Distretto di Pleven         | -                           | -                           | 5.115                  |
| 142 |        | Nedelino          | Distretto di Smoljan        | -                           | -                           | 5.071                  |
| 143 |        | Dolna Banja       | Distretto di Sofia          | -                           | -                           | 4.911                  |
| 144 |        | Dolni Dăbnik      | Distretto di Pleven         | -                           | -                           | 4.891                  |
| 145 |        | Car Kalojan       | Distretto di Razgrad        | -                           | -                           | 4.848                  |
| 146 |        | Božurište         | Distretto di Sofia          | -                           | -                           | 4.822                  |
| 147 |        | Godeč             | Distretto di Sofia          | -                           | -                           | 4.801                  |
| 148 |        | Dve Mogili        | Distretto di Ruse           | -                           | -                           | 4.790                  |
| 149 |        | Trăstenik         | Distretto di Pleven         | -                           | -                           | 4.784                  |
| 150 |        | Slavjanovo        | Distretto di Pleven         | -                           | -                           | 4.763                  |
| 151 |        | Nikopol           | Distretto di Pleven         | -                           | -                           | 4.758                  |
| 152 |        | Sozopol           | Distretto di Burgas         | -                           | -                           | 4.679                  |
| 153 |        | Strelča           | Distretto di Pazardžik      | -                           | -                           | 4.678                  |
| 154 |        | Belovo            | Distretto di Pazardžik      | -                           | -                           | 4.592                  |
| 155 |        | Kostandovo        | Distretto di Pazardžik      | -                           | -                           | 4.535                  |
| 156 |        | Bracigovo         | Distretto di Pazardžik      | -                           | -                           | 4.529                  |
| 157 |        | Ivajlovgrad       | Distretto di Haskovo        | -                           | -                           | 4.442                  |
| 158 |        | Pravec            | Distretto di Sofia          | -                           | -                           | 4.430                  |
| 159 |        | Breznik           | Distretto di Pernik         | -                           | -                           | 4.394                  |
| 160 |        | Letnica           | Distretto di Loveč          | -                           | -                           | 4.389                  |
| 161 |        | Glodževo          | Distretto di Ruse           | -                           | -                           | 4.366                  |
| 162 |        | Rudozem           | Distretto di Smoljan        | -                           | -                           | 4.361                  |
| 163 |        | Smjadovo          | Distretto di Šumen          | -                           | -                           | 4.331                  |
| 164 |        | Sapareva Banja    | Distretto di Kjustendil     | -                           | -                           | 4.328                  |
| 165 |        | Šivachevo         | Distretto di Sliven         | -                           | -                           | 4.303                  |
| 166 |        | Zavet             | Distretto di Razgrad        | -                           | -                           | 4.208                  |
| 167 |        | Varbica           | Distretto di Šumen          | -                           | -                           | 4.204                  |
| 168 |        | Vălčedrăm         | Distretto di Montana        | -                           | -                           | 4.176                  |
| 169 |        | Debelec           | Distretto di Veliko Tărnovo | -                           | -                           | 4.128                  |
| 170 |        | Šabla             | Distretto di Dobrič         | -                           | -                           | 3.945                  |
| 171 |        | Iskăr             | Distretto di Pleven         | -                           | -                           | 3.925                  |
| 172 |        | Kresna            | Distretto di Blagoevgrad    | -                           | -                           | 3.882                  |
| 173 |        | Slivo Pole        | Distretto di Ruse           | -                           | -                           | 3.867                  |
| 174 |        | Guljanci          | Distretto di Pleven         | -                           | -                           | 3.817                  |
| 175 |        | Mizija            | Distretto di Vraca          | -                           | -                           | 3.810                  |
| 176 |        | Batak             | Distretto di Pazardžik      | -                           | -                           | 3.806                  |
| 177 |        | Sărnica           | Distretto di Pazardžik      | -                           | -                           | 3.803                  |
| 178 |        | Kula              | Distretto di Vidin          | -                           | -                           | 3.802                  |
| 179 |        | Marten            | Distretto di Ruse           | -                           | -                           | 3.759                  |
| 180 |        | Sungurlare        | Distretto di Burgas         | -                           | -                           | 3.756                  |
| 181 |        | Kaspičan          | Distretto di Šumen          | -                           | -                           | 3.749                  |
| 182 |        | Krivodol          | Distretto di Vraca          | -                           | -                           | 3.683                  |
| 183 |        | Vălči dol         | Distretto di Varna          | -                           | -                           | 3.670                  |
| 184 |        | Dolna Mitropolija | Distretto di Pleven         | -                           | -                           | 3.669                  |
| 185 |        | Măgliž            | Distretto di Stara Zagora   | -                           | -                           | 3.610                  |
| 186 |        | Roman             | Distretto di Vraca          | -                           | -                           | 3.602                  |
| 187 |        | Belica            | Distretto di Blagoevgrad    | -                           | -                           | 3.582                  |
| 188 |        | Vetren            | Distretto di Pazardžik      | -                           | -                           | 3.554                  |
| 189 |        | Dragoman          | Distretto di Sofia          | -                           | -                           | 3.551                  |
| 190 |        | Kalofer           | Distretto di Plovdiv        | -                           | -                           | 3.475                  |
| 191 |        | Primorsko         | Distretto di Burgas         | -                           | -                           | 3.461                  |
| 192 |        | Dolna Orjahovica  | Distretto di Veliko Tărnovo | -                           | -                           | 3.227                  |
| 193 |        | Opaka             | Distretto di Tărgovište     | -                           | -                           | 3.224                  |
| 194 |        | Nikolaevo         | Distretto di Stara Zagora   | -                           | -                           | 3.167                  |
| 195 |        | Gurkovo           | Distretto di Stara Zagora   | -                           | -                           | 3.159                  |
| 196 |        | Aprilci           | Distretto di Loveč          | -                           | -                           | 3.122                  |
| 197 |        | Jablanica         | Distretto di Loveč          | -                           | -                           | 3.080                  |
| 198 |        | Kaolinovo         | Distretto di Šumen          | -                           | -                           | 3.073                  |
| 199 |        | Pavel Banja       | Distretto di Stara Zagora   | -                           | -                           | 3.060                  |
| 200 |        | Hadžidimovo       | Distretto di Blagoevgrad    | -                           | -                           | 3.045                  |
| 201 |        | Loznitsa          | Distretto di Razgrad        | -                           | -                           | 3.004                  |
| 202 |        | Ugărčin           | Distretto di Loveč          | -                           | -                           | 2.960                  |
| 203 |        | Rila              | Distretto di Kjustendil     | -                           | -                           | 2.959                  |
| 204 |        | Bjala Čerkva      | Distretto di Veliko Tărnovo | -                           | -                           | 2.952                  |
| 205 |        | Dobrinište        | Distretto di Blagoevgrad    | -                           | -                           | 2.919                  |
| 206 |        | Kableškovo        | Distretto di Burgas         | -                           | -                           | 2.905                  |
| 207 |        | Zlatarica         | Distretto di Veliko Tărnovo | -                           | -                           | 2.845                  |
| 208 |        | Trăn              | Distretto di Pernik         | -                           | -                           | 2.838                  |
| 209 |        | Dunavci           | Distretto di Vidin          | -                           | -                           | 2.834                  |
| 210 |        | Bregovo           | Distretto di Vidin          | -                           | -                           | 2.809                  |
| 211 |        | Malko Tărnovo     | Distretto di Burgas         | -                           | -                           | 2.801                  |
| 212 |        | Dospat            | Distretto di Smoljan        | -                           | -                           | 2.693                  |
| 213 |        | Borovo            | Distretto di Ruse           | -                           | -                           | 2.613                  |
| 214 |        | Sadovo            | Distretto di Plovdiv        | -                           | -                           | 2.613                  |
| 215 |        | Koprivštica       | Distretto di Sofia          | -                           | -                           | 2.567                  |
| 216 |        | Kilifarevo        | Distretto di Veliko Tărnovo | -                           | -                           | 2.470                  |
| 217 |        | Batanovci         | Distretto di Pernik         | -                           | -                           | 2.447                  |
| 218 |        | Lăki              | Distretto di Plovdiv        | -                           | -                           | 2.432                  |
| 219 |        | Sveti Vlas        | Distretto di Burgas         | -                           | -                           | 2.311                  |
| 220 |        | Čiprovci          | Distretto di Montana        | -                           | -                           | 2.267                  |
| 221 |        | Kočerinovo        | Distretto di Kjustendil     | -                           | -                           | 2.210                  |
| 222 |        | Pordim            | Distretto di Pleven         | -                           | -                           | 2.189                  |
| 223 |        | Suhindol          | Distretto di Veliko Tărnovo | -                           | -                           | 2.182                  |
| 224 |        | Glavinica         | Distretto di Silistra       | -                           | -                           | 2.133                  |
| 225 |        | Bălgarovo         | Distretto di Burgas         | -                           | -                           | 2.094                  |
| 226 |        | Kermen            | Distretto di Sliven         | -                           | -                           | 2.082                  |
| 227 |        | Bjala             | Distretto di Varna          | -                           | -                           | 2.081                  |
| 228 |        | Meričleri         | Distretto di Haskovo        | -                           | -                           | 2.043                  |
| 229 |        | Plačkovci         | Distretto di Gabrovo        | -                           | -                           | 2.043                  |
| 230 |        | Obzor             | Distretto di Burgas         | -                           | -                           | 2.033                  |
| 231 |        | Brezovo           | Distretto di Plovdiv        | -                           | -                           | 1.976                  |
| 232 |        | Zemen             | Distretto di Pernik         | -                           | -                           | 1.892                  |
| 233 |        | Bojčinovci        | Distretto di Montana        | -                           | -                           | 1.804                  |
| 234 |        | Antonovo          | Distretto di Tărgovište     | -                           | -                           | 1.796                  |
| 235 |        | Momin Prohod      | Distretto di Sofia          | -                           | -                           | 1.790                  |
| 236 |        | Alfatar           | Distretto di Silistra       | -                           | -                           | 1.761                  |
| 237 |        | Gramada           | Distretto di Vidin          | -                           | -                           | 1.730                  |
| 238 |        | Senovo            | Distretto di Ruse           | -                           | -                           | 1.616                  |
| 239 |        | Brusarci          | Distretto di Montana        | -                           | -                           | 1.444                  |
| 240 |        | Klisura           | Distretto di Plovdiv        | -                           | -                           | 1.404                  |
| 241 |        | Boboševo          | Distretto di Kjustendil     | -                           | -                           | 1.383                  |
| 242 |        | Boljarovo         | Distretto di Jambol         | -                           | -                           | 1.350                  |
| 243 |        | Šipka             | Distretto di Stara Zagora   | -                           | -                           | 1.348                  |
| 244 |        | Dimovo            | Distretto di Vidin          | -                           | -                           | 1.343                  |
| 245 |        | Agatopoli         | Distretto di Burgas         | -                           | -                           | 1.328                  |
| 246 |        | Kiten             | Distretto di Burgas         | -                           | -                           | 1.075                  |
| 247 |        | Pliska            | Distretto di Šumen          | -                           | -                           | 1.034                  |
| 248 |        | Madžarovo         | Distretto di Haskovo        | -                           | -                           | 696                    |
| 249 |        | Mělník            | Distretto di Blagoevgrad    | -                           | -                           | 252                    |